# Persone pulite
Persone pulite è il sesto video del cantautore italiano Edoardo Bennato, pubblicato nel 1993 in VHS dall'etichetta Virgin Music, prodotto dalle Edizioni musicali Cinquantacinque e distribuito dalla EMI italiana.

Il leit motiv della videocassetta è quello di tangentopoli, un periodo molto travagliato della Prima Repubblica, in cui Edoardo immagina il Belpaese diviso in tre macroregioni, Repubblica Padana, Stato pontificio e Nuovo Regno delle Due Sicilie, da cui ne scaturiscono le inedite Tu chi sei?/Eugenio e la sempreverde In prigione, in prigione che ben si adatta al tema. Contiene inoltre videoclip di brani incisi in Kaiwanna ed il Paese dei balocchi, quest'ultimo album aveva già trattato il tema dell'immigrazione albanese in Italia, altro fenomeno verificatosi nello stesso periodo.

Il VHS è stato rimasterizzato su DVD dalla Cheyenne Records.

## Tracce
Testi e musica sono di Edoardo Bennato tranne dove diversamente indicato.
1. Tu chi sei? – 4:46
2. Eugenio – 3:11
3. Asia – 5:00
4. Guarda là – 3:26
5. La verità (Magari si magari no) – 4:26
6. Io ballo a stento – 3:28
7. Se non ci fosse lei – 3:30
8. Zero in condotta – 3:57
9. In prigione, in prigione – 6:02

## Musicisti
- James Senese
- Gigi De Rienzo
- Mauro Spina
- Luciano Ninzatti
- Agostino Marangolo
- Franco Giacoia
- Lucio Bardi
- Massimo Tassi
- Ernesto Vitolo
- Francesco Frullone
- Roberto D'Acquino
- Pier Michelati
- Umberto Cimino
- Daniela Carelli
- Meggie Dionisi
- Gianluca Salerno
- Giovanna Fellegara
- Massimiliano Campo
- Blue Stuff

## Produzione
- Produttore: Giorgio Bennato
- Legale di produzione: avv. Fulvio Marrucco
- Produttore esecutivo: Aldo Foglia
- Segretaria di edizione: Silvia Luongo
- Assistente: Gianni Scrima
- Regia: Francesca Leggeri, Maner Capone
- Fotografia: Maner Capone
- Video designer: Roberto Laurenzi
- Montaggio: Giampaolo Giusti, Marco Biancacci
- Assistentenoperatore: Lucio Marcucci
- Missaggi: Gigi De Rienzo, Giorgio Darmanin, Massimo Aluzzi, Massimo Tassi
- Illustrazioni: Guido Migliaro
- Collaborazione artistica: Massimo Tassi